# Leon-Adolphe Amette
Leon-Adolphe Amette (ur. 6 września 1850, zm. 29 sierpnia 1920) – francuski duchowny katolicki, kardynał, arcybiskup Paryża.
Święcenia kapłańskie przyjął 20 grudnia 1873 w Paryżu. 28 listopada 1898 został wybrany biskupem Bayeux. 25 stycznia 1899 przyjął sakrę z rąk kardynała Guillaume-Marie-Romain Sourrieu (współkonsekratorami byli arcybiskup François Sueur i biskup Philippe Meunier). 21 lutego 1906 został tytularnym biskupem Side oraz biskupem koadiutorem Paryża. 28 stycznia 1908 objął stołeczną metropolię, na której pozostał już do śmierci. 27 listopada 1911 Pius X wyniósł go do godności kardynalskiej. Wziął udział w konklawe wybierającym Benedykta XV. Został pochowany w Katedrze Notre-Dame w Paryżu.